# Медведово (Локнянский район)
Медве́дово — деревня в Локнянском районе Псковской области России. Входит в состав Алексеевской волости.
Расположена в 14 км к югу от райцентра Локня и в 3 км к западу от волсстного центра Крестилово.
Численность населения деревни составляла 30 жителей в 2000 году, 8 жителей в 2011 году.